# カルチョ・フォッジャ1920
カルチョ・フォッジャ1920（Calcio Foggia 1920）は、イタリア・プーリア州フォッジャに本拠地を置くサッカークラブチーム。2024-25シーズンはセリエC・ジローナCに所属。

## 歴史
Sportiva Club Foggiaとして1920年5月に設立。そのすぐ後にUSアトレタとマチステとUSプロ・フォッジャ、そしてスポルティング・クラブ・フォッジャの4クラブが統合してリーグに参加し、1957-58シーズンにはSCフォッジャとフォッジャ・インセディトが統合し新たにSCフォッジャ＆インセディト（US Foggia & Incedit）とする。
1961-62シーズンにはドメニコ・ローサ・ローサが新会長として就任しオロンツォ・プリェーゼが監督としてセリエBに昇格する。ローサ・ローサ＆プリェーゼの快進撃は止まらず1963-64シーズンにはセリエAへ昇格して3年連続で残留。1965年1月31日にはエレニオ・エッレーラでインテルを3-2と下した。
1966-67シーズンから3シーズン指揮をとったトンマーゾ・マエストレッリは、1973-74シーズンにSSラツィオの監督に就任すると采配が的中しラツィオに史上初のスクデットをもたらしている。
1972-73シーズンでは監督にラウロ・トネアットを招き入れて戦ったが、スポーツ裁判で-6のペナルティを受けてしまった過去もある。70年代でセリエAの舞台に上がれたのは1976-77シーズンと1977-78シーズンの2度。この時の会長はアントニオ・フェシェでエットーレ・プリチェッティが監督を務めていた。
1984年4月24日にはアントニオ・リオーチェ、フラテッリ・パスクアーレ、アニエッロ・カシッロを中心としたフォッジャ人によるロッソネーリ（フォッジャのサポーターグループ）が結成され、USフォッジャの新しい歴史が始まる。1988-1989シーズンはセリエCのジローネBでパレルモと最後まで争いセリエB昇格を決めた。
1989年にズデネク・ゼーマンが監督となったフォッジャは急激に強さを増していく。ランヴァウディ、バイアーノ、ジュゼッペ・シニョーリを擁して4-3-3でゾーンのプッレシングがプレーヤーにムーブメントを起こし、セリエAへ返り咲くと、1991-92シーズンにはスペクタクルなサッカーがセリエAで旋風を巻き起こす。後にこの快進撃はゼーマンランディア（ゼーマンの楽園）と呼ばれることとなる。しかし、1992-93シーズン開幕前にシニョーリ、バイアーノ、ランヴァウディが移籍。1993-94シーズン、ストロッパ、ロイやらの活躍もあって依然として好成績を残した、しかし1994-95シーズン開幕前に、ズデネク・ゼーマン監督が引き抜かれると、そのシーズンセリエBに降格、暗黒期に入ることとなった。
パスクアーレ・カシッロが会長職に就きスポーツ・ディレクターにジュゼッペ・パヴォーネを就任させるも主力が抜けたUSフォッジャは1998年にはセリエC1に降格し、1999年にはセリエC2に転落していった。
プロフェッショニスティが運営するセリエCが主戦となっていた2002-03シーズンにミスター・フォッジャと言うべきパスクアーレ・マリーノを招き入れる。マリーノの手腕でロベルト・デ・ゼルビとミケーレ・パツィエンツァの才能を開花させ4年ぶりにセリエC1へ昇格させた。そして、2007年にはコッパ・イタリア・セリエCで決勝まで勝ち進み、ファイナルでも勢いのままクネオを3-1と下して優勝し初タイトルを手にする。
2009-10シーズンは、レガ・プロ・プリマ・ディヴィジオーネのジローネBで降格争いに巻き込まれてしまいプレイアウトに回ったがトータルスコアで勝ち越し残留。再建を担うべく2010年7月14日に会長がパスクアーレ・カシッロからマッテオ・ビアンコフィオーレに変わり、三度目の監督業となるズデネク・ゼーマンを就任させセリエAを狙うが、ゼーマンがわずか1年で退任すると、2010-11シーズン終了後には財政問題によりレガ・プロから翌シーズンの参戦を認められず、新チームACDフォッジャ・カルチョ（Associazione Calcistica Dilettantistica Foggia Calcio）として、セリエDから再スタートを切った。2012-13シーズンを終えレガ・プロ・セコンダ・ディヴィジオーネに昇格した。
2021年6月19日、ズデネク・ゼーマンの監督就任が発表された。過去3度フォッジャの監督を務めており、2011年以来の10年ぶり4度目の監督就任となった。

## タイトル

### 国内タイトル
- セリエB：1回
  - 1990-91
- レガ・プロ：1回
  - 2016-17
- コッパ・イタリア・レガ・プロ：2回
  - 2006-07, 2015-16
- スーペルコッパ・ディ・レガ・プロ：1回
  - 2017

## 記録
- ホーム初勝利 : SCフォッジャ1-0ガリバルディーノ・ターラント
  - 1923.9.9
- アウェイ初勝利 : ガリバルディーノ・ターラント0-1SCフォッジャ
  - 1923.9.30
- 初得点試合 : SCフォッジャ1-0ガリバルディーノ・ターラント
  - 1923.9.9 前半40分 カサレ
- 最多ホーム得点試合 : フォッジャ8-0グラディアトール, フォッジャ8-0アレッツォ
  - 1932-33
- 最多アウェイ得点試合 : オルビア0-10フォッジャ
  - 1932-33
- 最多ホーム失点試合 : フォッジャ2-8ACミラン
  - 1992-93
- 最多アウェイ失点試合 : レッチェ8-0フォッジャ
  - 1950-51

## 過去の成績
| シーズン | ディビジョン          | ディビジョン | ディビジョン | ディビジョン | ディビジョン | ディビジョン | ディビジョン | ディビジョン | ディビジョン | コッパ・イタリア |
| シーズン | リーグ                | 試           | 勝           | 分           | 敗           | 得           | 失           | 点           | 順位         | コッパ・イタリア |
| -------- | --------------------- | ------------ | ------------ | ------------ | ------------ | ------------ | ------------ | ------------ | ------------ | ---------------- |
| 2016-17  | レガ・プロ・ジローナC | 38           | 25           | 10           | 3            | 70           | 29           | 85           | 1位          | 2回戦敗退        |
| 2017-18  | セリエB               | 42           | 16           | 10           | 16           | 66           | 68           | 58           | 9位          | 3回戦敗退        |
| 2018-19  | セリエB               | 36           | 10           | 13           | 13           | 44           | 49           | 43→37        | 17位         | 2回戦敗退        |
| 2019-20  | セリエD・ジローネH    | 26           | 16           | 6            | 4            | 33           | 16           | 54           | 1位          | —                |
| 2020-21  | セリエC・ジローナC    | 36           | 14           | 9            | 13           | 36           | 39           | 51           | 9位          | —                |
| 2021-22  | セリエC・ジローナC    | 36           | 13           | 15           | 8            | 62           | 51           | 54           | 7位          | —                |
| 2022-23  | セリエC・ジローナC    |              |              |              |              |              |              |              | 位           |                  |
| 2023-24  | セリエC・ジローナC    |              |              |              |              |              |              |              | 位           |                  |
| 2024-25  | セリエC・ジローナC    |              |              |              |              |              |              |              | 位           |                  |

## 歴代監督
- チェーザレ・マルディーニ 1974-1976
- ズデネク・ゼーマン 1986-1987, 1989-1994, 2010-2011, 2021-2022
- タルシジオ・ブルグニチ 1996-1997
- ジュゼッペ・ジャンニーニ 2004-2005
- ジュゼッペ・ガルデリシ 2008

## 歴代所属選手
GK
- フランチェスコ・マンチーニ 1987-97
- パオロ・オルランドーニ 1996-1997
- アンドリース・ノペルト 2018-2019

DF
- パスクアーレ・パダリーノ 1988-1992, 1994-1995
- ダン・ペトレスク 1991-1993
- ホセ・チャモ 1993-1994

MF
- ルイジ・デルネーリ 1975-1978
- ネヴィオ・スカラ 1976-1979
- イゴール・シャリモフ 1991-1992
- ブライアン・ロイ 1992-1994
- ルイジ・ディ・ビアジョ 1992-1995
- ジョヴァンニ・ストロッパ 1993-1994
- ジョヴァンニ・テデスコ 1995-1997
- ミケーレ・パツィエンツァ 1999-2003
- ロレンツォ・インシーニェ 2010-2011

FW
- アルベルト・ビゴン 1969-1971
- ジュゼッペ・シニョーリ 1989-1992
- ロベルト・ランヴァウディ 1989-1992
- フランチェスコ・バイアーノ 1990-1992
- イーゴリ・コリヴァノフ 1991-1996
- ダビド・ディ・ミケーレ 1996-1998
- ルイス・オリヴェイラ 2004-2005
- グレゴワール・デフレル 2011-2012